# Жан-П'єр Нсаме
Жан-П'єр Нсаме (фр. Jean-Pierre Nsame; 1 травня 1993, Дуала, Камерун) — камерунський футболіст, нападник клубу «Легія Варшава».

## Клубна кар'єра
Вихованець французького клубу «Анже». 24 квітня 2012 року в матчі проти «Меца» він дебютував у Лізі 2. 14 грудня у поєдинку проти «Осера» Жан-П'єр забив свій перший гол за «Анже». У 2013 році Нсаме на правах оренди виступав за «Каркфу», а у 2014 за «Ам'єн».
Влітку 2015 року Жан-П'єр повернувся з оренди в «Анже», який до того часу вийшов до еліти. 15 серпня в матчі проти «Нанта» він дебютував у Лізі 1.
Влітку 2016 року контракт Нсаме з Анже закінчився і він на правах вільного агента підписав угоду з швейцарським «Серветтом». 24 серпня в матчі проти «Ле-Мона» він дебютував у Челендж-лізі. 28 серпня в поєдинку проти «К'яссо» Жан-П'єр забив свій перший гол за «Серветт». В матчах проти «Волена» і «Вентертура» він зробив по хет-трику. За підсумками сезону Нсаме став найкращим бомбардиром Челлендж-ліги з 23 голами.
19 липня 2017 року перейшов до складу віце-чемпіона Швейцарії клубу «Янг Бойз» У першому сезоні Жан-П'єр разом з клубом став чемпіоном Швейцарії вперше за останні 32 роки. У наступному чемпіонаті він допоміг зберігти клубу чемпіонський титул відзначившись 15 голами в 31 грі.
14 вересня 2019 Нсаме забив свій перший хет-трик у переможному матчі 11–2 над «Фраєнбах» у Кубку Швейцарії. Через п’ять днів він забив свій перший гол у європейських змаганнях у програному матчі 1–2 проти Порту на груповому раунді Ліги Європи. 24 листопада камерунець записав до свого активу другий хет-трик, цього разу в переможному матчі 4–3 Суперліги над Сьйоном у Сьйона також хет-триком відзначився Пайтім Касамі.

## На рівні збірної
Нсаме був у заявці збірної Камеруну на Кубку конфедерацій 2017.
Першу гру за національну команду провів 4 вересня 2017 в кваліфікаційному матчі до Чемпіонату світу 2018 проти Нігерії.

## Проблеми з законом
У 2015 році Нсаме був заарештований поліцією за побиття власного сина. Хлопчик майже втратив зір, а нападнику загрожувало 15 років позбавлення волі.

## Досягнення

### Командні
- Чемпіон Швейцарії (5):

«Янг Бойз»: 2017-18, 2018-19, 2019-20, 2020-21, 2022-23
- Володар Кубка Швейцарії (2):

«Янг Бойз»: 2019-20, 2022-23
- Володар Суперкубка Польщі (1):

«Легія»: 2025

### Особисті
- Найкращий бомбардир Челлендж-ліги (22 голи) — 2016-17
- Найкращий бомбардир Суперліги — 2019-20 (32 голи), 2020-21 (18 голів), 2022-23 (20 голів)